# Юпатов, Иван Ферапонтович
Ива́н Ферапо́нтович Юпа́тов (1865—1944) — русский учёный, профессор и директор Варшавского политехнического института (1907—1908), ректор Донского политехнического института (1910—1917).

## Биография
Родился 16 февраля (1 марта) 1865 года в Риге в старообрядческой семье рижского мещанина Ферапонта Лукяновича и Марфы Ивановны Юпатовых. Кроме Ивана, у них были ещё два сына: Ларион (Илларион, род. 1860) и Парфирий (Порфирий, род. 1868).
Окончил русское Екатерининское уездное училище в Риге и Рижскую Александровскую гимназию с золотой медалью (1883). Учился в Петербургском университете, затем из студентов университета поступил в сентябре 1884 года в Новороссийский университет в Одессе, на физико-математический факультет по отделению математических наук, в котором в 1888 году окончил полный курс наук и по одобрению факультетом диссертацию под заглавием: «Определение времени по соответствующим высотам различных звёзд (способ Цингера)», удостоен Советом университета степени кандидата.
В 1893 году окончил курс механического отделения Петербургского технологического института со званием инженер-технолог. Позже командирован за границу на два года для подготовки к преподавательской деятельности. В 1896 году назначен преподавателем Петербургского технологического института. С 1 июля 1900 года переведён на службу в Варшавский политехнический институт Императора Николая II экстраординарным профессором.
В 1907—1908 годах — директор Варшавского политехнического института. В июне 1910 года был откомандирован сроком на 4 года на должность ректора Донского политехнического института с сохранением всех привилегий, связанных со службой в Царстве Польском. Назначен председателем строительной комиссии по постройке здания Донского политехнического института. С июня 1914 года служил чиновником особых поручений IV класса при Министерстве торговли и промышленности, совмещая службу с должностями ординарного профессора Варшавского политехнического института и и. о. ректора Донского политехнического института.
В период Первой мировой войны и в 1920-е годы Юпатов занимался, наряду с исполнением особых поручений, научной деятельностью.
Весной 1922 года решил вернуться на родину в Ригу. После Октябрьской революции в эмиграции в Латвии. Принимал активное участие в религиозно-общественной жизни старообрядцев Латвии. Участник старообрядческих съездов и совещаний. На выборах во II Сейм (3−4 октября 1925 года) по старообрядческому списку избран депутатом Сейма, где вместе с представителями фракций левого крыла занимался актуальными проблемами русского языка, образования, национальных меньшинств. В конце 1920-х годах был сторонником политической группы так называемых «правых» старообрядцев.
В 1928 г. избран депутатом Рижской думы.
В 1930-е годы работал в Министерстве образования Латвии.
Скончался в 1944 году в Риге. Похоронен на Ивановском кладбище города.

## Награды
- Награждён орденами Св. Анны 3-й степени (1903), Св. Анны 2-й степени (1906).
- Награждён юбилейным знаком в память 300-летия Дома Романовых (1913).